# Čú šógi

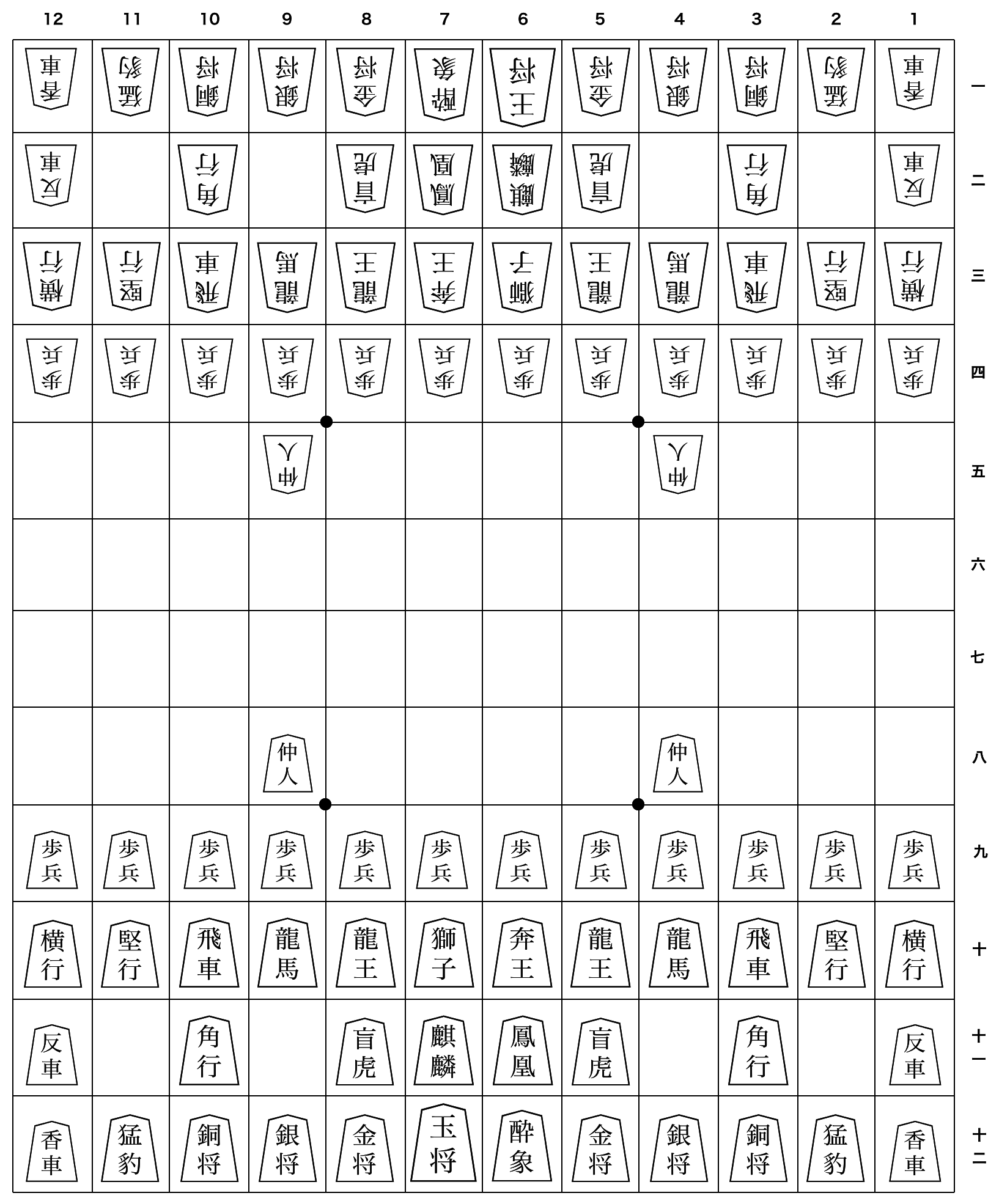
Rozmístění hracích kamenů ve hře Čú šógi.

Čú šógi (střední šógi) nebo také Chu Shogi (japonsky: 中将棋) jsou větší variantou japonské šachové hry šógi, které je velmi podobná v pravidlech i způsobu hry. Historie této hry pravděpodobně začíná někdy počátkem 14. století kdy byla odvozena z větší varianty dai šógi (velké šógi). V dnešním Japonsku se tato hra již nehraje tolik, jako tomu bylo např. na počátku 20. století - především v Kjótu, nicméně získala si určitou oblibu v západních zemích, kde se organizují početné skupiny hráčů.
Pravidla jsou podobná jako v šógi. Každý hráč má sestavu 46 klínových kamenů, které jsou rozlišeny do 21 druhů. Kameny jsou nepatrně odlišné velikostí. Nepřátelské kameny se na hrací desce liší jen orientací, ne barvou ani jiným označením. Hraje se na desce o rozměrech 12x12 čtverců.